# Rivas (Loire)
Rivas é uma comuna francesa na região administrativa de Auvérnia-Ródano-Alpes, no departamento de Loire. Estende-se por uma área de 4,6 km². Em 2010 a comuna tinha 699 habitantes (densidade: 152 hab./km²).